# Festuca aloha
Festuca aloha är en gräsart som beskrevs av Catalán, Soreng och Paul M. Peterson. Festuca aloha ingår i släktet svinglar, och familjen gräs. Inga underarter finns listade i Catalogue of Life.